# Indy 200 at Walt Disney World de 1996
Indy 200 at Walt Disney World de 1996 foi a primeira corrida da temporada de 1996, da Indy Racing League, e foi vencida pelo piloto estadunidense Buzz Calkins.

## Corrida
| Pos       | Nº | Piloto            | Equipe                              | Chassi    | Motor         | Pneus | Voltas | Grid | Pontos |
| --------- | -- | ----------------- | ----------------------------------- | --------- | ------------- | ----- | ------ | ---- | ------ |
| 1         | 12 | Buzz Calkins      | Bradley Motorsports                 | Reynard   | Ford Cosworth | F     | 200    | 5    | + 35   |
| 2         | 20 | Tony Stewart      | Team Menard                         | Lola Cars | Menard        | G     | 200    | 7    | + 33   |
| 3         | 54 | Robbie Buhl       | Beck Motorsports/Zunne Group Racing | Reynard   | Ford Cosworth | G     | 198    | 13   | + 32   |
| 4         | 33 | Michele Alboreto  | Team Scandia/Simon Racing           | Lola Cars | Ford Cosworth | G     | 198    | 14   | + 31   |
| 5         | 21 | Roberto Guerrero  | Pagan Racing                        | Reynard   | Ford Cosworth | G     | 197    | 2    | + 30   |
| 6         | 11 | Mike Groff        | A. J. Foyt Enterprises              | Lola Cars | Ford Cosworth | G     | 195    | 12   | + 29   |
| 7         | 75 | Johnny O'Connell  | Cunningham Racing                   | Reynard   | Ford Cosworth | F     | 195    | 15   | + 28   |
| 8         | 90 | Lyn St. James     | Team Scandia/Simon Racing           | Lola Cars | Ford Cosworth | G     | 192    | 11   | + 27   |
| 9         | 18 | John Paul Jr.     | PDM Racing                          | Lola Cars | Ford Cosworth | G     | 190    | 16   | + 26   |
| 10        | 3  | Eddie Cheever Jr. | Team Menard                         | Lola Cars | Menard        | G     | 184    | 20   | + 25   |
| 11        | 41 | Scott Sharp       | A. J. Foyt Enterprises              | Lola Cars | Ford Cosworth | G     | 184    | 4    | + 24   |
| 12        | 14 | Davey Hamilton    | A. J. Foyt Enterprises              | Lola Cars | Ford Cosworth | G     | 173    | 6    | + 23   |
| 13        | 17 | Stan Wattles      | Leigh Miller Racing                 | Lola Cars | Ford Cosworth | F     | 144    | 8    | + 22   |
| 14        | 5  | Arie Luyendyk     | Byrd/Leberle-Treadway Racing        | Reynard   | Ford Cosworth | G     | 132    | 3    | + 21   |
| 15        | 2  | Scott Brayton     | Team Menard                         | Lola Cars | Menard        | G     | 105    | 10   | + 20   |
| 16        | 9  | Stéphane Grégoire | Hemelgarn Racing                    | Reynard   | Ford Cosworth | F     | 69     | 9    | + 19   |
| 17        | 91 | Buddy Lazier      | Hemelgarn Racing                    | Reynard   | Ford Cosworth | F     | 61     | 1    | + 18   |
| 18        | 16 | Johnny Parsons    | Blueprint Racing                    | Lola Cars | Menard        | F     | 45     | 17   | + 17   |
| 19        | 4  | Richie Hearn      | Della Penna Motorsports             | Reynard   | Ford Cosworth | G     | 17     | 19   | + 16   |
| 20        | 25 | Dave Kudrave      | Tempero-Giuffre Racing              | Lola Cars | Buick         | G     | 4      | 18   | + 15   |
|           | 7  | Eliseo Salazar    | Team Scandia                        | Lola Cars | Ford Cosworth | G     | -      | -    | + 0    |
|           | 15 | Bill Tempero      | D.A.R.E./BodyLines                  | Lola Cars | Buick         | G     | -      | -    | + 0    |
|           | 81 | Rick DeLorto      | Dymag-USA                           | Lola Cars | Buick         | G     | -      | -    | + 0    |
|           | 26 | Jim Buick         | O'Brien Motorsports/Buick Racing    | Lola Cars | Buick         | G     | -      | -    | + 0    |
|           | 77 | Butch Brickell    | Brickell Racing                     | Lola Cars | Ford Cosworth | G     | -      | -    | + 0    |
| Relatório |    |                   |                                     |           |               |       |        |      |        |